# Жуниор, Натан
Ната́н Соа́рес де Карва́лью Жу́ниор (порт.-браз. Nathan Soares de Carvalho Júnior; 10 марта 1989, Рио-де-Жанейро) — бразильский футболист, нападающий клуба «Академика».

## Биография
Заниматься футболом Натан Жуниор начал в футбольной школе Зико — CFZ. В возрасте 16 лет им заинтересовался клуб «Фламенго», в котором он тренировался пять месяцев. После Натан Жуниор отправился в Европу и попал в кипрский клуб «Анортосис».
В 2007 году Натан Жуниор перебрался в Латвию и стал выступать в дублирующем составе рижского клуба «Сконто», где сумел проявить себя, и в начале 2008 года подписал профессиональный контракт с клубом. Правда, вскоре Натан Жуниор был отдан в аренду фарм-клубу «Олимп» до лета. Тогда Натану Жуниору приходилось играть на позиции крайнего защитника, хотя с малых лет он тренировался, как нападающий.
После возвращения в «Сконто», летом 2008 года, по наставлению главного тренера Пола Эшуорта, Натан Жуниор так и продолжил играть в защите. Но после ухода из команды нападающих Ивана Лукьянова и Владимира Двалишвили, летом 2009 года, Натану Жуниору был предоставлен шанс проявить себя во главе нападения. В своём первом матче в качестве нападающего он отличился двумя голами в ворота «Юрмалы-VV».
В 2010 году Натан Жуниор, по результатам голосования, был признан лучшим игроком месяца июня в Высшей лиге Латвии, а также, по итогам сезона, стал вторым в споре бомбардиров, уступив лишь Денису Ракелю по количеству голов с игры.
В 2011 году Натан Жуниор наконец-то удостоился звания лучшего бомбардира турнира, опередив Мамуку Гонгадзе на один мяч, а также был включён в символическую сборную Высшей лиги.
В январе 2012 года, после истечения срока контракта со «Сконто», Натан Жуниор отправился на просмотр в австрийский клуб «Капфенберг», с которым вскоре подписал контракт до конца сезона. За переход Натана Жуниора в «Капфенберг», как футболиста возрастом до 23 лет, «Сконто» получил денежную компенсацию в размере 40 000 евро.

## Достижения

### Командные
- Чемпион Латвии: 2010
- Бронзовый призёр чемпионата Латвии (2): 2008, 2009
- Чемпион Балтийской лиги: 2011

### Личные
- Лучший игрок месяца в Высшей лиге Латвии: июнь 2010
- Лучший бомбардир чемпионата Латвии: 2011